# Gleisdreieck (stacja metra)
Gleisdreieck (dosł.: trójkąt torowy) – stacja metra w Berlinie, w dzielnicy Kreuzberg, w okręgu administracyjnym Friedrichshain-Kreuzberg, na linii U1 i U2. Stacja została otwarta w 1902.
Dawniej w pobliżu stacji miało powstać przedłużenie autostrady federalnej A103 od skrzyżowania z ulicą Sachsendamm w kierunku północnym.